# Amitostigma gonggashanicum
Amitostigma gonggashanicum är en orkidéart som beskrevs av Kai Yung Lang. Amitostigma gonggashanicum ingår i släktet Amitostigma och familjen orkidéer. Inga underarter finns listade i Catalogue of Life.